# 練乙錚
練 乙錚（れん おつそう 英語: Joseph Yi-zheng Lian，1951年8月）は、香港の経済学者、独立派政治評論員およびメディア関係者で、「香江第一健筆（香港一の健筆）」と称されることもある。
彼は独立派の人物、あるいは「教父」と見なされることもあるが、それでも香港における非建制派の各主要派閥や世代間において、ほとんどすべてと良好な関係を築いているという珍しい人物である。

## 生涯
練乙錚は1951年8月、香港鑽石山の親中華民国派家庭に生まれた。彼の大叔父はかつて国民政府の部長を務め、香港に来た後は新亜書院の教授をしていた。父もまた第二次世界大戦末期に国軍のゲリラ部隊で訓練を受けたが、終戦により実戦には参加せず、戦後は短期間国府の公務員として働いた。だが1949年、内戦で国府が敗北し、国府遷台すると、家族と共に逃港することになった。
その後、練は中学卒業後にアメリカへ留学したが、まもなく海外中国人留学生による左派の釣魚台抗議運動に8年間身を投じ、これが父との政治的対立を生んだ。1976年10月6日の四人幇倒台により失望し、学生活動から離れて学術研究に専念するようになり、父と和解することができた。
九龍華仁書院を卒業後、アメリカの卡爾頓学院で数学を学び、上級優等で卒業。その後明尼蘇達大学に進学して経済学博士号を取得した。卒業後はカリフォルニア大学リバーサイド校で教鞭を執り、1992年には香港科技大学商学院（工商管理）の副院長に就任、第1回の最優秀教育賞を受賞した。任期中に経済学エッセイ集『水清有魚』を著した。任期満了後は沈鑒治の後任として《信報財経新聞》の総編集長に就任した。
1998年に辞職して中央政策組の上級顧問として政府に参加し、当時の特首董建華や劉兆佳、曾徳成ら高官と共に働き、董の英語演説の原稿執筆も担当した。2003年、民主派のデモに参加したことが原因で、翌年7月5日に政府から突然解雇された。公職を退いた後は香港を離れて3年間旅をし、イギリスではヨット遠洋航海の知識と技術を学び、2007年11月に個人所有のヨット「既済号」で香港に戻った。
航海中には顧問時代の心情や体験を綴った17本の記事を執筆し、中策組内部の知られざる内幕を明かした内容は非常に興味深い。これらは2005年6月に《浮桴記─謀府生涯六載事與思》として《信報》に連載された。
2007年12月から再び《信報》で主筆を務めたが、2010年1月には退職して特約評論員に転じ、毎日の政治コラムの執筆をやめ、不定期で記事を発表する形となった。
同年3月には日本の秋田県国際教養大学に赴任し、経済学を教えた。その間の2012年には一人で台湾一周の自転車旅を行い、その後も友人とともに再び台湾一周を行い、台湾の社会と政治を深く観察した旅行記《環臺騎乘記》を発表した。秋田で4年間教えた後、山梨学院大学に転任した。
日本滞在中も頻繁に香港に戻り、自決派や本土派の政治活動を支持しつつ、香港独立に関する理論的考察を行った。
2014年から2020年にかけては《ニューヨーク・タイムズ》にて中国や香港に関する評論を執筆した。
2021年12月29日、立場新聞高層大捜査が発生し、これに関連して香港政府から指名手配され、以降は海外で亡命生活を送っている。
練は亡命後も引き続き香港独立理論の研究および提唱を行っており、2022年からは自由亞洲電台や《新聞周刊》日本語版に寄稿し、主に海外香港人コミュニティおよび「光復運動」内部の様々な問題について分析している。
同年、台湾にて政治評論集《驚心集：後雨傘運動香港政治評論》を出版し、その中の自序〈或者説─回天〉は広く読まれた。
2024年6月18日には、日本の一橋大学で開催された「日港民主サミット」において、開幕演説《論港獨的知行合一─困境下的獨白》を発表し、香港独立支持者たちに対し運動を推進し、独立綱領の早期起草を呼びかけた。この講演は、海外の香港人コミュニティから大きな注目を集めた。

## 事件

### 梁振英による名誉毀損訴訟
2013年2月、練乙錚は自身の時事評論記事《誠信問題已非要害 梁氏涉黑實可雙規》により、梁振英から名誉毀損であるとして弁護士書簡にて警告を受けた。《信報》は直ちに声明を発表し、編集長の陳景祥は謝罪の対象は読者であり、梁振英本人ではないと表明した。
2015年3月19日、練乙錚は《信報》にてコラム《梁齊昕的處境不就是香港人的一個縮影嗎?》を発表。これに対し、梁振英は《信報》および練乙錚本人に対し再び弁護士書簡を送り、当該評論の撤回を求めた。練乙錚は同年3月23日、《道歉．道歉的理論．史學．史學的實踐》というコラムにて本件に関して謝罪を表明した。

### 信報コラム停止
2016年7月29日、練乙錚は《信報》の編集長からメールを受け取り、信報の誌面刷新に伴い、彼のコラムを停止すると告げられた。香港記者協会および独立評論人協会は同日中に共同声明を発表し、《信報》が政治的な風潮、さらには政治的な目的や使命のために自己検閲を行ったことを非難した。さらに「もし報道機関がただ政府の口調に追随するだけなら、新聞はあっという間に“姓”が変わり、数十年の看板と魂を失うことになる」と警告した。
同月31日、練乙錚は「さようなら《信報》」と題した読者への公開書簡を発表した。
8月1日には、《信報》の元および現職のスタッフがfacebook上に専用ページを開設し、編集長の郭艶明宛てに公開書簡を発表した。書簡は「言論の自由を守り、練乙錚コラム撤回に抗議する」と題され、コラム終了の真の理由を説明することと、決定の撤回を求めた。

### 若手候補者への支持
2016年、練乙錚は「広義の『雨傘運動世代』に属するすべての若手候補者」を支持するとの文章を発表し、彼らが全員当選できるだけの票を得ることを望んでいると述べた。
同年8月には、梁天琦などの本土派や、歐諾軒、劉小麗などを支持。28日には香港衆志の選挙キャンペーンに登壇し、羅冠聡の右手を掲げて支持を表明した。

### 指名手配と亡命
2021年12月29日、警察の国家安全部門は、《立場新聞》の高官6人を「扇動的な出版物の共謀発行」の容疑で逮捕し、すでに服役中の元《蘋果日報》副編集長陳沛敏も象徴的に再逮捕された。すでに香港を離れていた練乙錚、蔡東豪、余家輝の3人の《立場新聞》元幹部は指名手配され, 練乙錚はこれをきっかけに日本へ亡命した。

## 作品
- 『水清有魚』、1995年、壹出版、ISBN: 9625771018
- 『浮桴記』、2005年、天地図書有限公司、ISBN: 988201688X
- 『中国──練乙錚文集I』、2007年、天窗出版社、ISBN: 9789881754189
- 『香港──練乙錚文集II』、2008年、天窗出版社、ISBN: 9789881754196
- 『国力──練乙錚文集III』、2009年、天窗出版社、ISBN: 9789881836359
- 『港理──練乙錚文集IV』、2009年、天窗出版社、ISBN: 9789881866387
- 『人文──練乙錚文集V』、2010年、天窗出版社、ISBN: 978-988-18879-7-9
- 『環台騎乗記』、2013年、天窗出版社、ISBN: 978-988-16807-6-1
- 『博弈──練乙錚文集VI』、2014年、天窗出版社、ISBN: 978-988-16810-5-8